# Giovanni De Gennaro (Polizist)

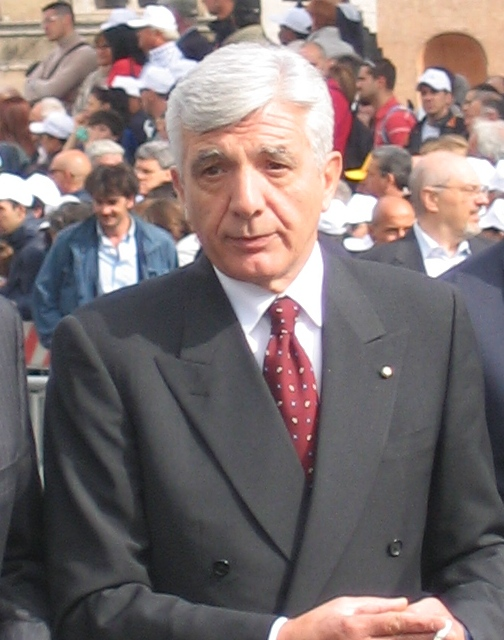
Giovanni De Gennaro (2006)

Giovanni De Gennaro (* 14. August 1948 in Reggio Calabria) war von 2001 bis 2007 Generaldirektor für öffentliche Sicherheit im italienischen Innenministerium und damit Leiter der Polizia di Stato. Von Januar bis Mai 2008 war er Sonderkommissar für den Müllnotstand in Neapel. Anschließend wurde er als Ministerialbeamter und dann als Staatssekretär im Ministerratspräsidium für die Nachrichtendienste Italiens zuständig. Von Juli 2013 bis Mai 2020 war De Gennaro Präsident des Rüstungs- und Technologiekonzerns Leonardo (ehemals Finmeccanica), der in den Jahren davor von Korruptionsaffären erschüttert worden war.

## Leben
De Gennaro studierte Rechtswissenschaft an der Universität La Sapienza in Rom. 1973 trat er in den Dienst der italienischen Staatspolizei (Polizia di Stato). Nach einer ersten Verwendung in der Provinz Alessandria kam er 1975 zum Polizeipräsidium Rom (Questura), wo er in einer Anti-Drogeneinheit tätig war. 1981 übernahm er die Leitung der Kriminalpolizei in Latium (Centro Interprovinciale Criminalpol Lazio), 1984 kam er zur zentralen Kriminalpolizeiabteilung im Innenministerium (Direzione Centrale della Polizia Criminale). In seiner Karriere wurde er zwei Mal für außergewöhnliche Verdienste ausgezeichnet: 1980 erfolgte die Beförderung zum Vice Questore Aggiunto (Polizeioberrat), nachdem er eine Geiselnahme an der Belgischen Botschaft in Rom beendet hatte. Nach einer Schießerei gelang es ihm, 30 Personen zu befreien. 1990 wurde er wegen besonderer Verdienste erneut befördert, diesmal zum Dirigente Superiore (Ministerialdirigent), nachdem er mehrere internationale Operationen der sizilianischen Mafia aufgedeckt hatte. Ende 1991 ernannte ihn der Innenminister zum stellvertretenden Leiter der Antimafia-Behörde Direzione Investigativa Antimafia. Insgesamt arbeitete er elf Jahre lang mit dem Richter Giovanni Falcone zusammen. Darüber hinaus leitete Gianni De Gennaro mehrere Untersuchungen wegen Geiselnahmen, bei denen die Opfer gerettet werden konnten. Er arbeitete mit der DEA und dem FBI in den USA zusammen sowie mit kanadischen und australischen Behörden. Am 1. April 1993 wurde De Gennaro Leiter der Antimafia-Behörde Direzione Investigativa Antimafia. Am 1. September 1994 wurde er zum Leiter der Kriminalpolizeiabteilung des Innenministeriums und zum stellvertretenden Polizeichef ernannt, am 26. Mai 2000 dann schließlich zum Chef der Staatspolizei (Capo della Polizia) und zum Generaldirektor für öffentliche Sicherheit (Direttore Generale della Pubblica Sicurezza).
Am 20. Juni 2007 wurde gegen Polizeichef Giovanni De Gennaro eine Ermittlung wegen Anstiftung zu Falschaussagen eröffnet. Die Polizei versuchte ihre Gewalttaten während des G 8-Gipfels 2001 in Genua, den Amnesty International als die größte Suspension der demokratischen Rechte in einem westlichen Land seit dem Ende des Zweiten Weltkrieges bezeichnete, zu vertuschen. Dieser Vorfall brachte ihm öffentliche Kritik ein und schließlich die Absetzung am 20. Juni 2007 durch den damaligen Ministerpräsidenten Romano Prodi. Am 8. Oktober 2009 wurde De Gennaro in erster Instanz freigesprochen. Das Berufungsgericht in Genua hingegen verurteilte ihn am 17. Juni 2010 wegen Anstiftung zu Falschaussagen rund um die Ermittlungen zum G-8-Gipfel 2001 zu einem Jahr und vier Monaten Haft. Der letztinstanzliche Freispruch erfolgte am 23. November 2011.
De Gennaro wurde im Sommer 2007 kurz nach seiner Absetzung von der Spitze der italienischen Polizei und trotz sehr kritischer Pressemeldungen Chef des Leitungsstabes im Innenministerium. Am 9. Januar 2008 begann er als Sonderkommissar für den Müllnotstand in Kampanien, tausende Tonnen Müll, die auf den Straßen von Neapel und Umgebung lagen, zu entsorgen, und nach 14 Jahren Notstand ein Müllkonzept zu entwickeln. Die Europäische Kommission hatte 2007 ein Verfahren gegen die italienische Regierung eingeleitet.
Die neue Regierung Silvio Berlusconis ernannte ihn im Mai 2008 zum Koordinator der italienischen Nachrichtendienste und damit zum Leiter des Dipartimento delle Informazioni per la Sicurezza. Dieses Amt hatte er bis Mai 2012 inne.
Am 11. Mai 2012 ernannte ihn Ministerpräsident Mario Monti zum Staatssekretär im Ministerratspräsidium, wo er bis April 2013 für die Nachrichtendienste zuständig blieb.
Nachdem verschiedene Manager des Finmeccanica-Konzerns (heute Leonardo) wegen Korruptionsfällen zurücktreten mussten, wurde De Gennaro am 4. Juli 2013 zum Präsidenten des Konzerns ernannt. Als solcher sollte er dort vor allem für Transparenz und sauberes Geschäftsgebaren sorgen. Die Leitung der laufenden Geschäfte liegt beim Verwaltungsratsvorsitzenden. Im Mai 2017 wurde Giovanni De Gennaro als Präsident des Konzerns bestätigt. Im Mai 2020 gab er diesen Posten an den ehemaligen General der Guardia di Finanza und Geheimdienstchef Luciano Carta ab.

## Auszeichnungen
Er erhielt mehrere Ehrungen in Italien und im Ausland. Im Dezember 2006 erhielt er die Medal of Meritorious Achievement des FBI, die damit zum ersten Mal an einen ausländischen Polizisten verliehen wurde.